# 스팅 (기업)
주식회사 스팅(株式会社スティング)은 일본의 비디오 게임 개발사이다. 영어 상호명은 스팅 엔터테인먼트(Sting Entertainment)이다. 전략 롤플레잉 게임을 포함한 롤플레잉 비디오 게임를 주로 제작하며, 대표작으로 《트레저 헌터 G》, 《Dept. Heaven》 시리즈, 《바로크》가 있다.

## 역사
2009년 3월 10알, 아틀러스와 스팅이 상호협력하여 향후 일본에서 아틀러스가 스팅의 게임들을 배급하는 계약을 맺었다. 그 외 스팅이 아틀러스 게임 개발에 보조하는 계획도 고려했다.
2012년 3월에 스팅이 게임 회사 아이디어 팩토리와 협력해 '슈퍼 스팅'이라는 레이블로 출시하는 파트너쉽을 맺었다.

## 개발 게임 목록
| 제목                                                                              | 플랫폼                          | 발매일           | 개발사            | 배급사                                  |
| --------------------------------------------------------------------------------- | ------------------------------- | ---------------- | ----------------- | --------------------------------------- |
| 사이코 체이서                                                                     | PC 엔진                         | 1990년 4월 6일   | 스팅              | 나삭 소프트                             |
| 나삭 스태디엄                                                                     | PC 엔진                         | 1990년 10월 26일 | 스팅              | 나삭 소프트                             |
| 라스트 바탈리언 (오버라이드)                                                      | PC 엔진                         | 1991년 1월 8일   | 스팅              | 데이터 이스트                           |
| 라스트 바탈리언 (오버라이드)                                                      | 샤프 X68000                     | 1991년 11월 15일 | 스팅              | 스팅                                    |
| Hakunetsu Pro Yakyuu Ganba League a.k.a. Extra Innings                            | 슈퍼 패미컴                     | 1991년 8월 9일   | 스팅              | 소니 뮤직 엔터테인먼트 재팬             |
| Hakunetsu Pro Yakyuu Ganba League a.k.a. Extra Innings                            | 슈퍼 패미컴                     | 1992년 3월       | 스팅              | 소니 이미지소프트                       |
| Hakunetsu Professional Baseball: Ganba League '93                                 | 슈퍼 패미컴                     | 1992년 12월 11일 | 스팅              | 소니 뮤직 엔터테인먼트 재팬             |
| Kentou-Ou World Champion a.k.a. TKO Super Championship Boxing                     | 슈퍼 패미컴                     | 1992년 4월 28일  | 스팅              | SOFEL                                   |
| 타츠진                                                                            | PC 엔진                         | 1992년 07년 24일 | 스팅              | 타이토                                  |
| Flying Hero: Bugyuru no Daibouken                                                 | 슈퍼 패미컴                     | 1992년 12월 18일 | 스팅              | SOFEL                                   |
| Onizuka Katsuya Super Virtual Boxing                                              | 슈퍼 패미컴                     | 1993년 12월 26일 | 스팅              | 도쿠마 쇼텐                             |
| Yadamon Wonderland Dreams                                                         | 슈퍼 패미컴                     | 1993년 12월 26일 | 스팅              | 도쿠마 쇼텐                             |
| Melfand Stories                                                                   | 슈퍼 패미컴                     | 1994년 3월 25일  | 스팅              | ASCII 엔터테인먼트                      |
| The Jetsons: Invasion of the Planet Pirates a.k.a. Yōkai Buster: Ruka no Daibōken | 슈퍼 패미컴                     | 1994년 6월       | 스팅              | 가도카와 쇼텐, 타이토                   |
| 트레저 헌터 G                                                                     | 슈퍼 패미컴                     | 1996년 5월 24일  | 스팅              | 스퀘어                                  |
| 솔리드 러너                                                                       | 슈퍼 패미컴                     | 1997년 3월 28일  | 스팅              | ASCII 엔터테인먼트                      |
| Slamtilt                                                                          | 마이크로소프트 윈도우           | 1998년           | 스팅              | 21st Century Entertainment              |
| 바로크                                                                            | 세가 새턴                       | 1998년 5월 21일  | 스팅              | 스팅, 아틀러스 USA, 라이징 스타 게임스  |
| 바로크                                                                            | 플레이스테이션                  | 1999년 10월 28일 | 스팅              | 스팅, 아틀러스 USA, 라이징 스타 게임스  |
| 바로크                                                                            | 플레이스테이션 2                | 2007년 6월 28일  | 스팅              | 스팅, 아틀러스 USA, 라이징 스타 게임스  |
| 바로크                                                                            | 플레이스테이션 네트워크         | 2007년 12월 26일 | 스팅              | 스팅, 아틀러스 USA, 라이징 스타 게임스  |
| 바로크                                                                            | Wii                             | 2008년 3월 13일  | 스팅              | 스팅, 아틀러스 USA, 라이징 스타 게임스  |
| Evolution: The World of Sacred Device                                             | 드림캐스트                      | 1999년 1월 12일  | 스팅              | ESP 소프트웨어, 유비소프트              |
| Evolution 2: Far Off Promise                                                      | 드림캐스트                      | 1999년 12월 23일 | 스팅              | ESP 소프트웨어, 유비소프트              |
| Baroque Shooting                                                                  | 마이크로소프트 윈도우           | 2000년 6월 17일  | 스팅              | 스팅                                    |
| Baroque Syndrome                                                                  | 마이크로소프트 윈도우           | 2000년 7월 27일  | 스팅              | 스팅                                    |
| Haruka Typing                                                                     | 마이크로소프트 윈도우           | 2001년 2월 7일   | 스팅              | 스팅                                    |
| Wizardry Scenario 1: Proving Grounds of the Mad Overlord                          | 원더스완 컬러                   | 2001년 3월 1일   | 스팅              | 스팅, Sir-Tech                          |
| Koguru Guruguru: Guruguru to Nakayoshi                                            | 게임보이 컬러                   | 2001년 7월 1일   | 스팅              | 스팅                                    |
| Baroque Typing                                                                    | 마이크로소프트 윈도우           | 2002년 5월 22일  | 스팅              | 스팅                                    |
| Evolution Worlds                                                                  | 닌텐도 게임큐브                 | 2002년 7월 26일  | 스팅              | ESP 소프트웨어, 유비소프트              |
| 약속의 땅 리비에라                                                                | 원더스완 컬러                   | 2002년 7월 12일  | 스팅              | 스팅, 아틀러스 USA, 505 게임스, 반다이  |
| 약속의 땅 리비에라                                                                | 게임보이 어드밴스               | 2004년 11월 25일 | 스팅              | 스팅, 아틀러스 USA, 505 게임스, 반다이  |
| 약속의 땅 리비에라                                                                | 플레이스테이션 포터블           | 2006년 11월 22일 | 스팅              | 스팅, 아틀러스 USA, 505 게임스, 반다이  |
| 유그드라 유니온                                                                   | 게임보이 어드밴스               | 2006년 3월 23일  | 스팅              | 스팅, 아틀러스                          |
| 유그드라 유니온                                                                   | 플레이스테이션 포터블           | 2008년 1월 24일  | 스팅              | 스팅, 아틀러스                          |
| 유그드라 유니온                                                                   | 닌텐도 스위치                   | 2020년 3월 5일   | 스팅              | 스팅, 아틀러스                          |
| 칭송받는 자                                                                       | 플레이스테이션 2                | 2006년 10월 26일 | 스팅              | 아쿠아플러스, NIS 아메리카              |
| 칭송받는 자                                                                       | 플레이스테이션 포터블           | 2009년 5월 28일  | 스팅              | 아쿠아플러스, NIS 아메리카              |
| 칭송받는 자                                                                       | 플레이스테이션 4                | 2018년 4월 26일  | 스팅              | 아쿠아플러스, NIS 아메리카              |
| 칭송받는 자                                                                       | 플레이스테이션 비타             | 2018년 4월 26일  | 스팅              | 아쿠아플러스, NIS 아메리카              |
| Dokapon Kingdom                                                                   | 플레이스테이션 2                | 2007년 11월 22일 | 스팅              | Examu, 아틀러스 USA, BigBen Interactive |
| Dokapon Kingdom                                                                   | Wii                             | 2008년 7월 31일  | 스팅              | Examu, 아틀러스 USA, BigBen Interactive |
| Dokapon Journey                                                                   | 닌텐도 DS                       | 2008년 7월 31일  | Suzak Inc.        | ESP 소프트웨어, 유비소프트              |
| 나이츠 인 더 나이트메어                                                           | 닌텐도 DS                       | 2008년 9월 25일  | 스팅              | 스팅                                    |
| 나이츠 인 더 나이트메어                                                           | 플레이스테이션 포터블           | 2010년 4월 22일  | 스팅              | 스팅                                    |
| Hexyz Force                                                                       | 플레이스테이션 포터블           | 2009년 11월 12일 | 스팅              | 아틀러스                                |
| 유그드라 유니슨                                                                   | 휴대 전화                       | 2007년 11월 11일 | 스팅              | 스팅, 아틀러스                          |
| 유그드라 유니슨                                                                   | 닌텐도 DS                       | 2009년 12월 3일  | 스팅              | 스팅, 아틀러스                          |
| 블레이즈 유니온                                                                   | 플레이스테이션 포터블           | 2010년 5월 27일  | 스팅              | 아틀러스                                |
| To Heart 2: Dungeon Travelers                                                     | 플레이스테이션 포터블           | 2011년 6월 30일  | 스팅              | Aquaplus                                |
| To Heart 2: Dungeon Travelers                                                     | 플레이스테이션 비타             | 2015년 4월 30일  | 스팅              | Aquaplus                                |
| Gungnir: Inferno of the Demon Lance and the War of Heroes                         | 플레이스테이션 포터블           | 2011년 5월 19일  | 스팅              | 아틀러스                                |
| 글로리아 유니온                                                                   | 플레이스테이션 포터블           | 2011년 6월 23일  | 스팅              | 아틀러스                                |
| Dragon Labyrinth                                                                  | 안드로이드                      | 2011년 12월 13일 | 스팅              | 스팅                                    |
| Baroque FPS                                                                       | iOS                             | 2011년 12월 25일 | 스팅              | 스팅                                    |
| Generation of Chaos: Pandora’s Reflection (Generation of Chaos VI)                | 플레이스테이션 포터블           | 2012년 6월 28일  | 스팅              | 아틀러스                                |
| Dungeon Travelers 2                                                               | 플레이스테이션 포터블           | 2013년 3월 28일  | 스팅              | 아쿠아플러스, Atlus, NIS 아메리카       |
| Dungeon Travelers 2                                                               | 플레이스테이션 비타             | 2014년 9월 25일  | 스팅              | 아쿠아플러스, Atlus, NIS 아메리카       |
| Hyperdevotion Noire: Goddess Black Heart                                          | 플레이스테이션 포터블           | 2014년 5월 29일  | 컴파일 하트 스팅  | 컴파일 하트, 아이디어 팩토리            |
| Hyperdevotion Noire: Goddess Black Heart                                          | 마이크로소프트 윈도우           | 2016년 4월 26일  | 컴파일 하트 스팅  | 컴파일 하트, 아이디어 팩토리            |
| Utawarerumono: Mask of Deception                                                  | 플레이스테이션 3                | 2015년 9월 24일  | 아쿠아플러스 스팅 | 아쿠아플러스, 아틀러스, 딥 실버         |
| Utawarerumono: Mask of Deception                                                  | 플레이스테이션 4                | 2015년 9월 24일  | 아쿠아플러스 스팅 | 아쿠아플러스, 아틀러스, 딥 실버         |
| Utawarerumono: Mask of Deception                                                  | 플레이스테이션 비타             | 2015년 9월 24일  | 아쿠아플러스 스팅 | 아쿠아플러스, 아틀러스, 딥 실버         |
| Utawarerumono: Mask of Truth                                                      | 플레이스테이션 3                | 2016년 9월 21일  | 아쿠아플러스 스팅 | 아쿠아플러스, 아틀러스, 딥 실버         |
| Utawarerumono: Mask of Truth                                                      | 플레이스테이션 4                | 2016년 9월 21일  | 아쿠아플러스 스팅 | 아쿠아플러스, 아틀러스, 딥 실버         |
| Utawarerumono: Mask of Truth                                                      | 플레이스테이션 비타             | 2016년 9월 21일  | 아쿠아플러스 스팅 | 아쿠아플러스, 아틀러스, 딥 실버         |
| Dungeon Travelers 2-2                                                             | 플레이스테이션 비타             | 2017년 4월 20일  | 스팅              | 아쿠아플러스                            |
| Dokapon UP! Roulette of Dreams                                                    | 닌텐도 스위치, 플레이스테이션 4 | 2020년 12월 10일 | 스팅              | 아쿠아플러스                            |